# Aeroportul Johnson County Executive
Aeroportul Johnson County Executive (IATA: OJC, ICAO: KOJC, FAA LID: OJC) este un aeroport din Kansas, Statele Unite ale Americii. Aeroportul a fost tranzitat în 2019 de 26 de pasageri.
Situat la o altitudine de 334 m, aeroportul dispune de 1 pistă.

## Infrastructură

### Piste
Aeroportul dispune de o singură pistă. Pista 18/36 are suprafața de beton și dimensiunile 4.098 picioare × 75 picioare. 